# Andrzej Klimczak
Andrzej Klimczak (zm. 3 stycznia 2025) – polski śpiewak operowy (bas-baryton).
Absolwent Akademii Muzycznej we Wrocławiu (1987). Solista Warszawskiej Opery Kameralnej (1987-2017). Współtwórca Polskiej Opery Królewskiej i jej zastępca dyrektora (2017-2019), p.o. dyrektora (2019) oraz dyrektor (2019-2024).

## Wybrane role operowe
- Don Basilio (Cyrulik sewilski, Rossini)
- Don Alfonso (Cosi fan tutte, Mozart)
- Figaro (Wesele Figara, Mozart)
- Ford (Falstaff, Verdi)
- Hrabia Almaviva (Wesele Figara, Mozart)
- Karmelek (Szarlatan, Kurpiński)
- Leporello (Don Giovanni, Mozart)
- Oniegin (Eugeniusz Oniegin, Czajkowski)
- Papageno (Czarodziejski flet, Mozart)[3]

## Wyróżnienia i odznaczenia
- brał udział jako jeden z pięciorga solistów (obok Wojciecha Gierlacha, Jacka Laszczkowskiego, Olgi Pasiecznik i Marty Boberskiej) w nagraniu płyty Imeneo nominowanej do Nagrody Muzycznej Fryderyk 2000 w kategorii Muzyka Dawna[4],
- Złoty Krzyż Zasługi (2001)
- Krzyż Kawalerski Orderu Odrodzenia Polski (2012)[2]